# 程潔茵
程潔茵，香港資深電視劇及電影編劇，程潔茵在1970年代加入香港麗的電視後參與不少膾炙人口的電視劇如《變色龍》、《浮生六劫》、《大地恩情》的故事策劃、編劇及編審工作。在電影編劇方面，較有知名度的有由張國榮主演的《鼓手》。程潔茵在1984年離開亞洲電視到新加坡發展與多位曾任職麗的電視的前同事合作。
此外，程潔茵亦曾為多首歌曲作詞，如其有份參與創作的新加坡電視劇《潮州家族》主題曲填詞，此歌曲名為《潮水的諾言》由香港著名歌星張學友演唱並收錄於其國語專輯《擁友》中。

## 電視劇 (麗的電視/亞洲電視)
- 1975年：十大奇案
- 1976年：十大奇案(II)
- 1976年：十大刺客
- 1976年：錦繡人生
- 1977年：大件事
- 1977年：電視人
- 1978年：奇兵36
- 1978年：危險人物
- 1978年：變色龍
- 1979年：新變色龍
- 1980年：浮生六劫
- 1980年：大地恩情
- 1981年：大控訴
- 1981年：女媧行動
- 1981年：自由萬歲
- 1981年：出線
- 1983年：再向虎山行 (故事)
- 1983年：大家HAPPY (故事策劃)
- 1983年：洋蔥花 (策劃、編審)
- 1983年：少女慈禧 (故事策劃)
- 1984年：表錯七段情 (劇本策劃)
- 1984年：天堂鳥 (故事策劃)
- 1984年：武則天 (故事)
- 2003年：花田囍事

## 電視劇 (新加坡)
- 1986年：紅頭巾
- 1986年：絕代雙雄
- 1986年：红绿灯
- 1987年：戲班
- 1987年：奇緣
- 1988年：邊緣少年
- 1989年：早安老師
- 1991年：金色珊顿道
- 1995年：潮州家族
- 1996年：客家之歌

## 電視劇 (其他)
- 2004年：赤子乘龍

## 電視電影 (新加坡)
- 1997年：四點金

## 電影
- 1982年：拖手仔
- 1982年：青春1000日
- 1983年：鼓手
- 1984年：愛情麥芽糖
- 1984年：雲崗遊俠
- 1995年：殺之戀 (故事)
- 1995年：甜甜屋 (故事)
- 1995年：再世情緣 (導演)
- 1995年：七月俏佳人

## 歌曲作詞
- 《紅頭巾》
- 《我的家園》
- 《潮水的諾言》
- 《客家之歌》

## 外部連結
- 中文電影資料庫-程潔茵 （页面存档备份，存于）
- 香港影庫-程潔茵 （页面存档备份，存于）